# Stockpeilung
Die Stockpeilung ist eine Methode, um die Höhe eines relativ nahestehenden Objektes zu schätzen. Sie wird vorwiegend von Waldarbeitern und Förstern zur Größenbestimmung von Bäumen ausgeführt, etwa bei der Waldinventur.

## Hintergrund

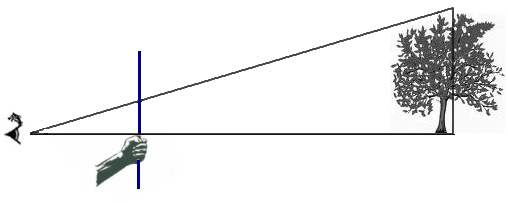
Prinzip der Bestimmung einer Baumhöhe mittels eines Stocks, wie sie von Baumarbeitern ausgeführt wird

Dieser Schätzung liegen ähnlich wie beim Daumensprung die Streckenverhältnisse des Strahlensatzes zugrunde. Der angepeilte Stock (Messstab) am ausgestreckten Arm eines Erwachsenen ist etwa 70 Zentimeter vom Gesicht entfernt. Bei bekannter Distanz zum Baum lässt sich so die Höhe des Baumes mit relativer Genauigkeit am Stock ablesen.
Der Stock wird immer parallel zum Baumstamm ausgerichtet. So ist auch die Vermessung von schrägstehenden und von am Hang stehenden Bäumen möglich.

## Durchführung

### Variante 1 – Stock mit mehreren Messmarken
- Entfernung zum Baum bestimmen
- Ein mit Messmarken versehener Holzstab von beliebiger Größe wird am ausgestreckten Arm hochgehalten.
- Über die unterste Stabmarkierung wird die Baumbasis angepeilt.
- Die Markierung des Holzstabes, über welcher die Baumspitze angepeilt werden kann, zeigt die Höhe des Baumes entweder direkt oder nach Multiplikation mit einem Faktor an.

Vorteil: Die Skala auf dem Stab kann so eingeteilt werden, dass bei einer bestimmten Basisentfernung die Baumhöhe direkt abgelesen werden kann. Die Peilung ist von beliebigen Entfernungen aus möglich, wenn das Messergebnis mit einem Faktor, der sich aus dem Verhältnis der tatsächlichen Peilentfernung zur Basisentfernung für die Skala ergibt, umgerechnet wird.
Eine einfache Methode bedient sich des mit gleichmäßigen Markierungen versehenen Försterstäbchens. Dabei wird jedoch ein am Baum stehender Helfer benötigt.

### Variante 2  – beliebiger Stock

Schematische Darstellung der Variante 2 mit Försterdreieck. Bei richtiger Anwendung entspricht die Peilhöhe der Entfernung vom Baum.

- Der Stock wird senkrecht so gehalten, dass das obere Ende genau so weit über die Hand hinausragt, wie der eigene, horizontal ausgestreckte Arm lang ist (genauer: so weit, wie der Stock vom Auge entfernt ist). Wenn die Hand auf Augenhöhe gehalten wird, bilden die Strecke vom Auge zur Hand und der sichtbare Stockabschnitt die beiden Seiten eines gleichschenkligen, rechtwinkligen Dreiecks. Die dritte Seite des Dreiecks (Hypotenuse), die Sichtlinie vom Auge zum oberen Stockende, steht dann in einem Winkel von 45° zur Horizontalen (außer bei schiefstehendem Baum oder geneigtem Gelände).
- Nun geht man so weit vom zu messenden Baum rückwärts, bis das obere Ende des Stocks in einer Linie liegt mit der Spitze des Baumes und das untere mit dem Stamm in Augenhöhe.
- Die Baumhöhe abzüglich der eigenen Augenhöhe ergibt sich als Entfernung vom ermittelten Standpunkt zum Baum. Für die vollständige Baumhöhe ist also noch die eigene Augenhöhe zur Entfernung vom Baum zu addieren.

Vorteil: Eine Skalenteilung auf dem Stock ist nicht nötig. Der ermittelte Standpunkt kennzeichnet zugleich die mindestens erforderliche Sicherheitsentfernung beim Fällen des Baumes.